# Shelby Lynne
Shelby Lynne (rojena Shelby Lynn Moorer), ameriška glasbenica in tekstopiska, *22. oktober 1968, Quantico, Virginia, ZDA.
Shelby je starejša sestra prav tako uspešne country glasbenice Allison Moorer. Prvi večji uspeh je dosegla s svojim pop rock albumom I Am Shelby Lynne (1999), s katerim je osvojila Grammyja za najboljšega novega glasbenega ustvarjalca (kljub temu, da je bil to že njen šesti studijski album). Leta 2008 je izdala album posvečen Dustyju Springfieldu z naslovom Just a Little Lovin'. Kasneje je ustanvila neodvisno glasbeno založbo Everso Records, pri kateri je izdala tri albume: Tears, Lies and Alibis, Merry Christmas in Revelation Road. 
Poleg petja se je nekajkrat preizkusila tudi kot igralka.

## Filmografija
| Leto | Naslov        | Vloga       | Notes     |
| ---- | ------------- | ----------- | --------- |
| 1991 | Hee Haw       | Ona         | 1 epizoda |
| 2005 | Walk the Line | Carrie Cash |           |
| 2007 | Head Case     | Ona         | 1 epizoda |
| 2009 | Army Wives    | Stella Raye | 1 epizoda |

## Nagrade
- Grammy 2001: Najboljši novi izvajalec
- Academy of Country Music Awards 1990: Nova glasbenica leta